# Чон-Джар (Чуйский район)
Чон-Джар (кирг. Чоң-Жар) — село в Чуйском районе Чуйской области Кыргызстана. Входит в состав Шамшинского аильного округа. Код СОАТЕ — 41708 223 868 04 0.

## География
Село расположено вцентральной части области, к северу от Киргизского хребта, на расстоянии приблизительно 15 километров (по прямой) к юго-юго-востоку (SSE) от города Токмак, административного центра района. Абсолютная высота — 1387метров над уровнем моря.

## Население
| год     | 2009 | 2014 | 2015 |
| ------- | ---- | ---- | ---- |
| человек | 465  | 541  | 484  |